# Южна летяща катерица
Южната летяща катерица (Glaucomys volans) е вид бозайник от семейство Катерицови (Sciuridae).

## Разпространение и местообитание
Разпространен е в Гватемала, Канада, Мексико, САЩ и Хондурас.